# Набережне (Денисовський район)
На́бережне (каз. Набережный) — село у складі Денисовського району Костанайської області Казахстану. Входить до складу Аршалинського сільського округу.
Населення —  (2021; 242 у 2009, 369 у 1999,  у 1989).
У радянські часи село називалось Набережний.